# Il-96 (航空機)
Il-96
アエロフロート・ロシア航空 Il-96
- 用途：旅客機
- 分類：ワイドボディ
- 設計者：イリューシン
- 製造者：ヴォロネジ航空機製造合同
- 運用者

  - アエロフロート・ロシア航空
  - ロシア航空
  - ドモジェドヴォ航空
  - クバーナ航空
  - ほか
- 初飛行：1988年9月28日
- 生産数：28機
- 運用開始：1992年12月9日（アエロフロート・ロシア航空）
- 運用状況：運用中

Il-96(イリューシン96；ロシア語:Ил-96イール・ヂヴィノースタ・シェースチ；別表記:Ильюшин 96イリユーシン・ヂヴィノースタ・シェースチ；ラテン文字転記Ilyushin 96)は、1980年代にソ連のイリューシン設計局で開発された4発ワイドボディ旅客機。Il-86を改良して作られた。

## 開発経緯

### Il-86の問題

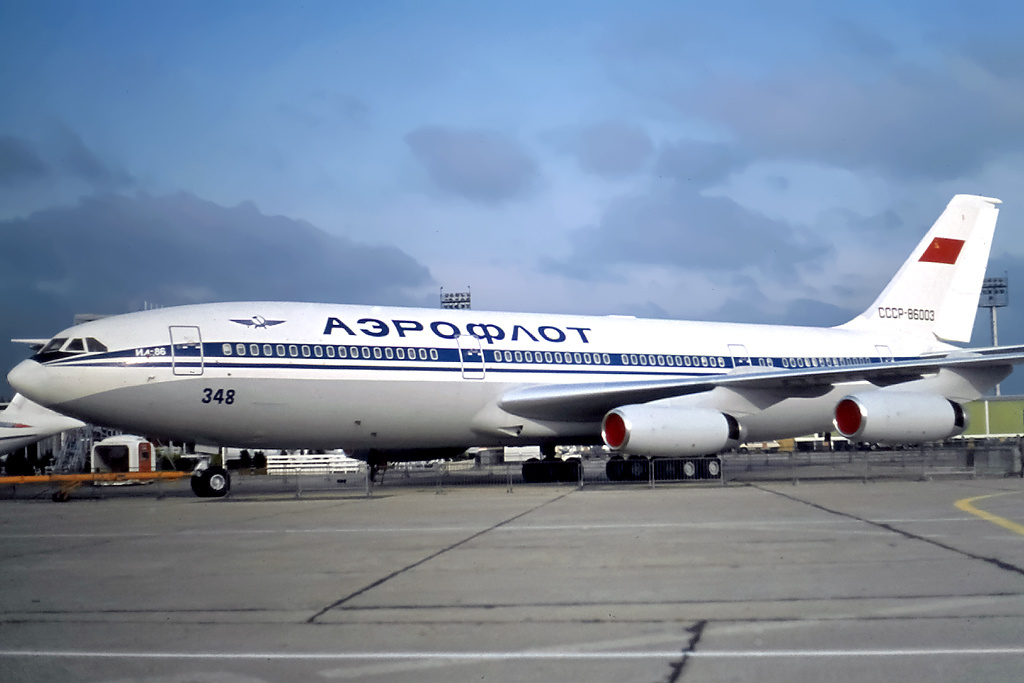
Il-86

ロシアのイリューシン設計局はソ連時代から軍で使用する機材も開発しているが、ツポレフ設計局と共に、ソ連国内およびワルシャワ条約機構国、第三世界の親ソ国の航空会社向けの旅客機の設計・製造も行ってきた。
そのイリューシンが、そしてソ連が初めて開発した4発ワイドボディ機がIl-86であった。1970年代に設計し1980年から就航したIl-86は、それまで多くのロシア機で見られた胴体後部にエンジンを設置する方式ではなく、欧米のワイドボディ機で一般的な主翼下に吊り下げる方式を採用した。3クラス構成で350人を運べるこの旅客機はソ連を代表する旅客機となるはずであったが重大な欠点を抱えていた。
Il-86が搭載していたNK-86は低バイパス比エンジンであったため燃費が悪く、航続距離が3600 kmと国際線で活躍するには明らかに不足しており、経済性も悪かった。快適設備はあったもののボーイング747やエアバスA310など西側の競合機に比べアビオニクスも大きく劣っており、運用面でのメリットは皆無であった。
その為アエロフロート航空などは、1980年代中盤になっても旧態化したIl-62を長距離国際線に使用せざるを得ない状況になっていた。また日本やアメリカの専門誌に広告を出すなど、西側諸国への販売も目論んでいたものの、西側各社の受注競争に割って入るどころか、ワルシャワ条約機構諸国の航空会社でさえ採用されず、106機で生産が終了する有様だった。

### Il-96の開発と発展

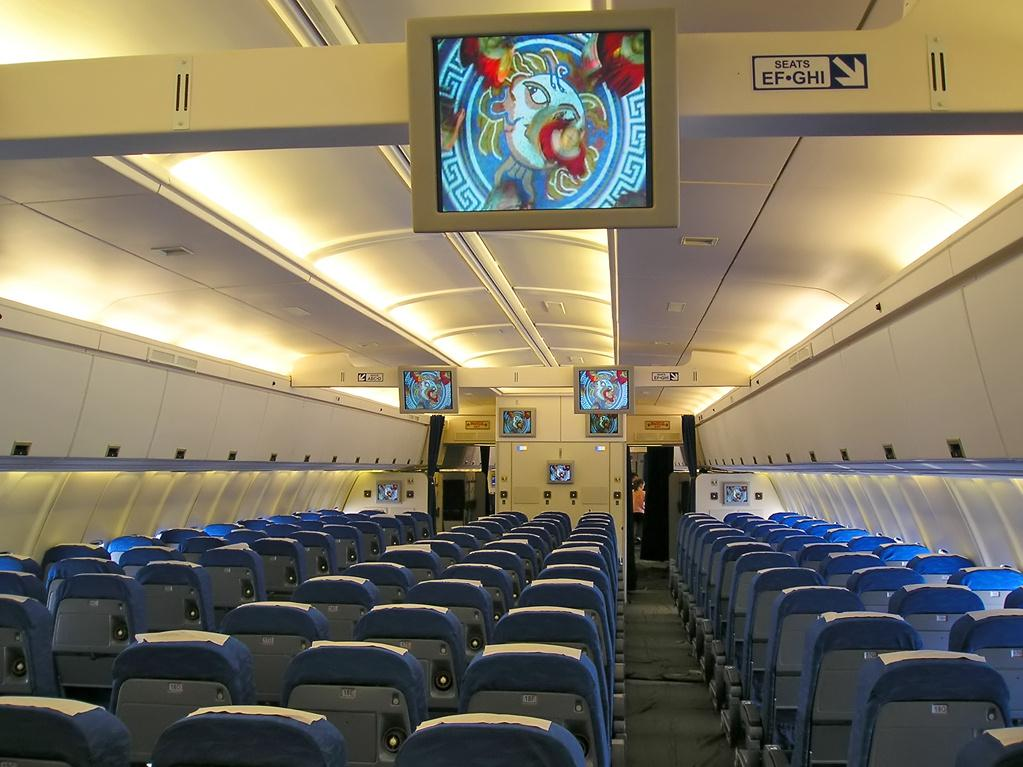
ll-96の機内

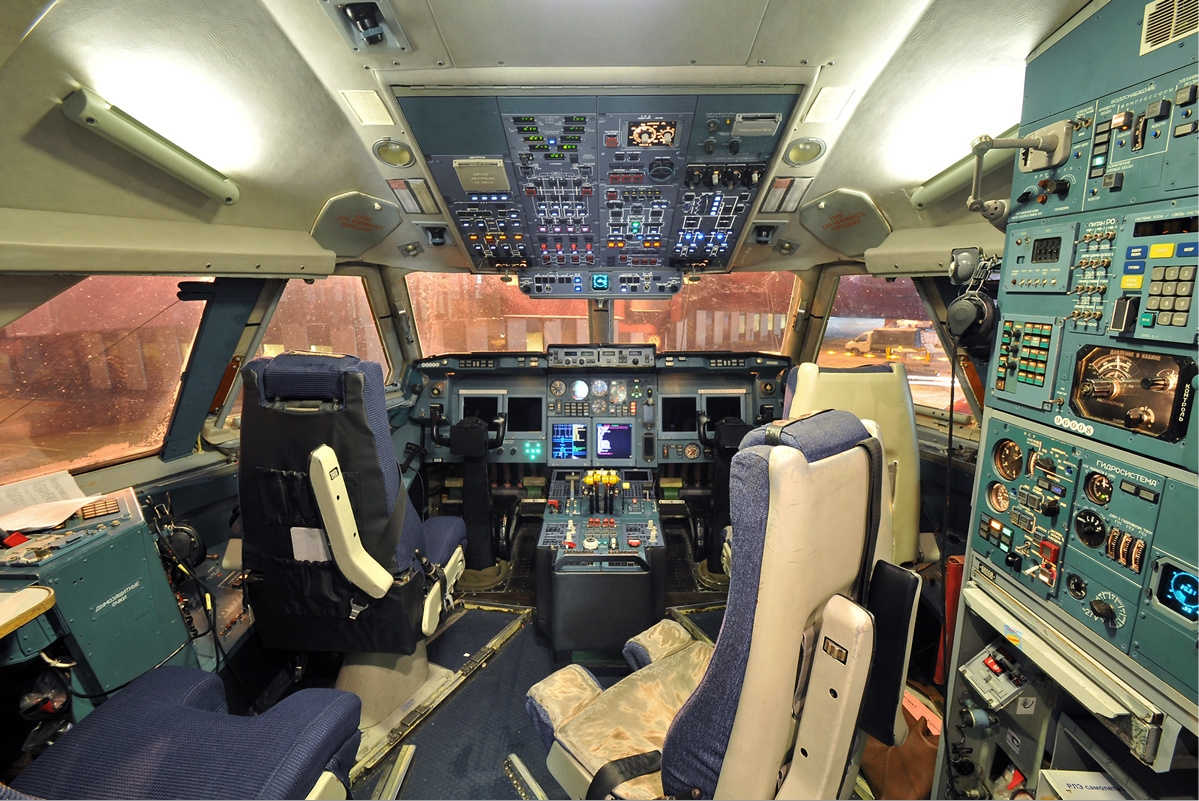
Il-96-300の操縦席

このIl-86の欠点を反省し、国際長距離路線の性能要求に適うよう開発されたのがIl-96である。研究と開発は1980年代中頃にはじまり、1988年に基本形のIl-96-300が初飛行している。
複合材の採用による機体軽量化をはじめ、グラスコックピットやフライ・バイ・ワイヤによる機体制御、ウィングレット（小翼）を装備した新型の主翼や高バイパス比ターボファンエンジンなど、ボーイングやエアバスの旅客機に対抗できる新技術が採用されたと発表された。
しかし、ボーイング747-400やエアバスA340、マクドネル・ダグラス MD-11など同時期に就航した西側諸国のワイドボディ機がみな2人乗務機であるにもかかわらず3人乗務であることや、上級クラスにすら個人用テレビが装備されないなど、多くの面で劣っていたことがその後の販売苦戦につながった。
その後1989年の東欧革命によるワルシャワ条約機構国の非共産主義化や1991年のソ連の崩壊など、国家政体や市場環境が著しく変化した中でも開発は継続され、1993年にIl-96-300がアエロフロート・ロシア航空で運航を開始した。
また1990年代に入ると胴体を延長し、プラット・アンド・ホイットニー製のエンジンや西側製の電子機器を搭載したIl-96M（旅客型）とIl-96T（貨物型）も開発が始められ、1998年にIl-96Mが初飛行している。
しかしアエロフロート航空ですらボーイング777やエアバスA330を長距離国際専用機として導入するなど販売が苦戦したことから、2009年にボーイングやエアバスと競合する長距離旅客機の生産中止が決定されたため、以降は輸送機型および軍用型のみ生産されることになった。

### 政府向け・軍用型
政府向けでは大統領専用機のIl-96-300PUの他、中古機を改装した国防大臣向けのIl-96-400VVIPが運用されている。
軍用機としては空中給油機型のIl-96-400TZが開発されていた。IL-96-400TZは2015年に2機が発注され、RA-96103が2015年末、RA-96101が2016年末に4.63億ルーブル取得され、約29億ルーブルで改装されるとされた。2017年1月16日には戦闘機と共同での飛行試験が実施され、今後大型機と互換性があるかどうかはさらなる国家試験の中で評価されたが。UAC側完全なが研究開発活動なしで1年半から2年の迅速な手順での改装を提案したが、ロシア国防省はこれに同意せず、開発サイクル、飛行テスト、およびリソースの拡張コストを考慮した最終価格が当初の説明よりもはるかに高いことが判明したことを理由に計画を中止した。2機製造された試作機はIl-96-400Mの開発に用いることが検討されている。

### 生産の再開
Il-96-300の生産は2009年に停止したが、イリューシンでは旅客機型Il-96の生産再開について2015年11月6日に検討していることを明かしている。その後VASOは2016年8月15日にVesti-Voronezhにおいて2019年までにIl-96-400Mの試作機を作ると発表、更に2017年2月にイリューシンとUACは開発について合意に達した。
2018年11月20日、VASOが生産再開したことが発表された。
2023年11月1日、Il-96-400Mの初飛行を実施した。

## バリエーション

### Il-96-300

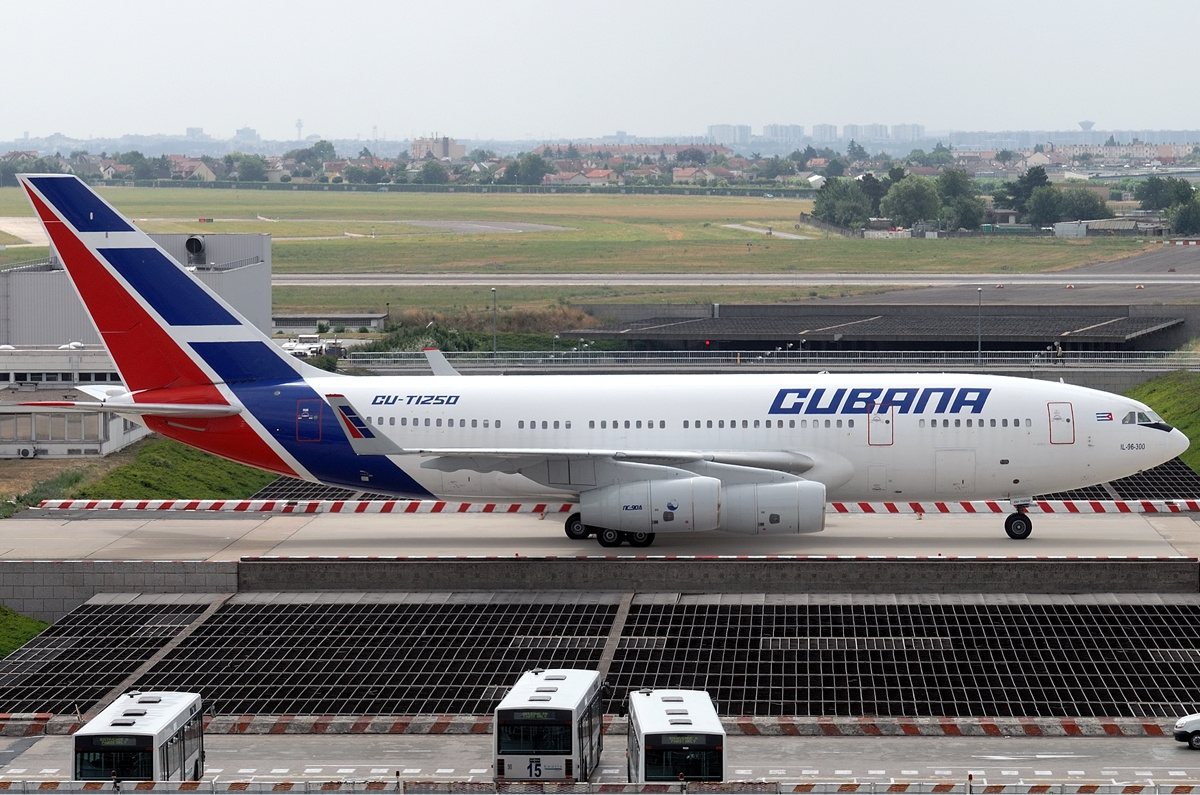
クバーナ航空のIl-96-300

Il-96の基本形である。全長55.5 m、翼端幅57.6 m。エンジンはロシア製の高バイパス比ターボファンエンジン、ペルミ・エンジン工場製のPS-90A（推力157 kN）が4発搭載された。航続距離は約9000 - 13000 km、巡航速度880 km/h、最大離陸重量は240t、標準座席数は3クラスで235名。Il-96-300はロシアの航空会社の新しいフラッグシップとして期待を集めていたが、2005年8月、機体の設計上の不備から一時飛行停止となったことがある。なお、Il-86に見られた下部デッキからの乗客の乗降方法は採られておらず、通常と同じメインデッキからの乗降となっている。胴体直径は6.07mあり、これは同様な形態のエアバスA340-300型機より43cm大きい。このため座席配置の面ではエコノミー座席を無理なく9列配置とする事が可能となっている。また、貨物室は西側の標準LD-3コンテナを収納可能である。これらの特徴は以下の派生型でも同様である。

### Il-96M

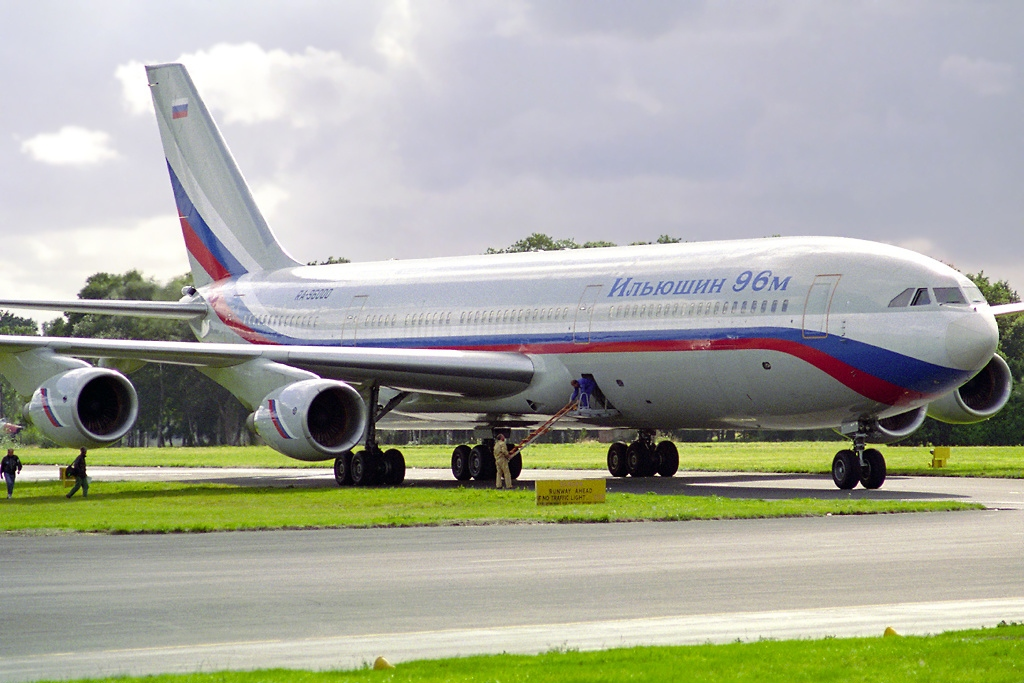
Il-96M

Il-96-300の胴体を8m強延長するなど大型化し、エンジンと電子機器を旧西側のものにしたモデル。全長は63.9 m、翼端幅は60.1 m、エンジンはプラット・アンド・ホイットニー製のPW2337（推力37000ポンド）を4発搭載。垂直尾翼は−300型のものより小型化された。航続距離10400 km、巡航速度880 km/h、最大離陸重量270 t、標準座席数は3クラスで375名。また、2人乗務が可能となった機体でもある。

### Il-96T

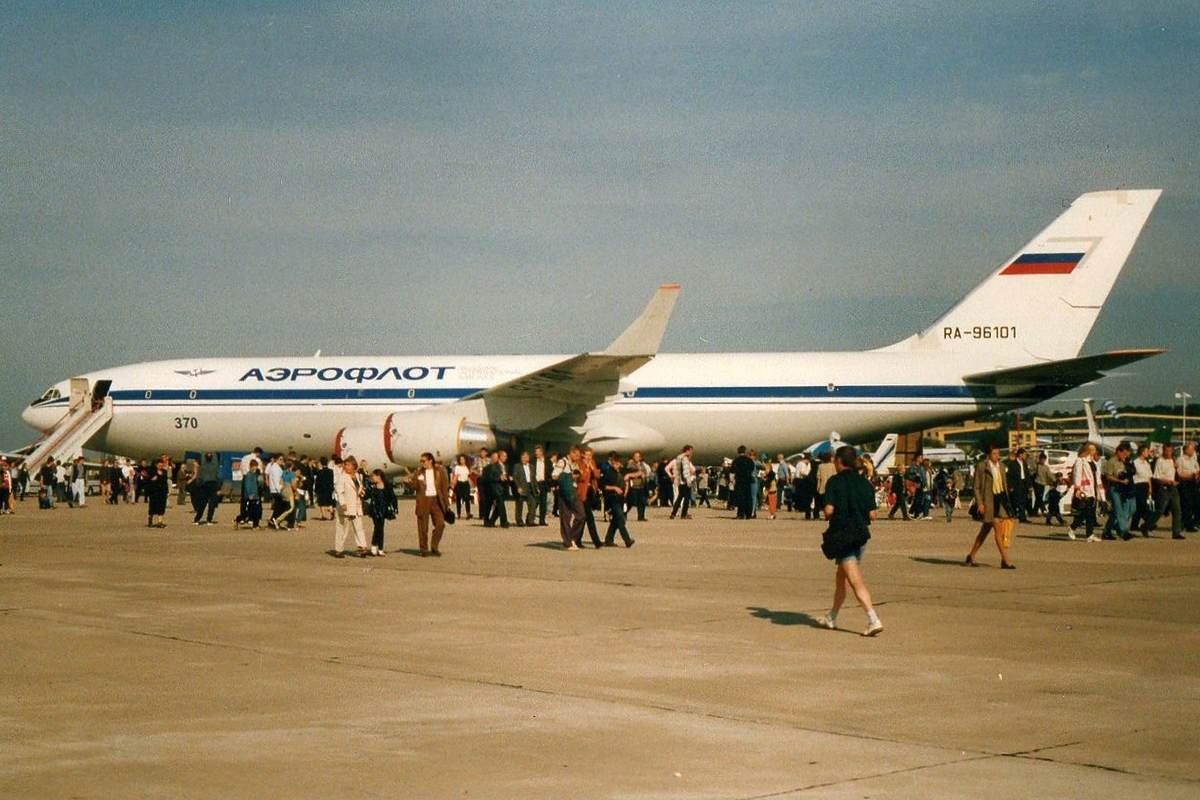
Il-96T
写真の機体(RA-96101)はのちにIl-96-400Tに改装された

1997年4月26日にロールアウトしたIl-96Mの貨物型で、標準的なパレット92トンを11,500kmを超えて輸送可能。

### Il-96-400
Il-96M/Tベースで、PS-90A1を4発搭載。最高435人の乗客を運ぶことが可能。2クラス構成の定員は、332-340人。3クラス構成の定員は、247人。3クラス構成での航続距離は、約11,300km。Il-96M/Tと同じく、2人乗務が可能。

### Il-96-400M
IL-96-300をベースとし、胴体を9.35メートル延長した型である。ソロヴィヨーフPS-90A1を4発搭載している。2023年11月1日、プロトタイプの初飛行に成功。

### Il-96-400T

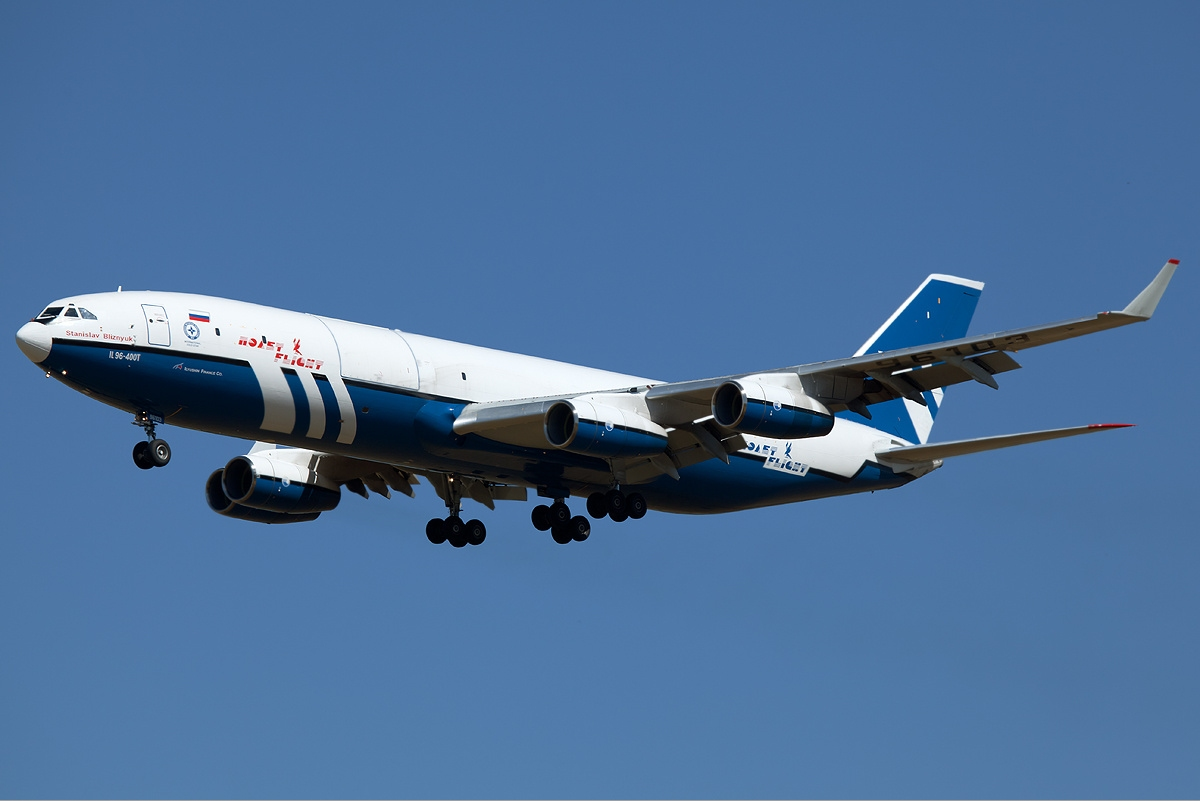
Il-96-400T

Il-96-400の貨物型。

### Il-98
かつて研究されていた双発型。搭載するエンジンとしてはプラット・アンド・ホイットニー PW4000、ロールス・ロイス トレント、ゼネラル・エレクトリック GE90などが考慮されていた。

### 軍用機型
Il-96-300PU/PU(M1)

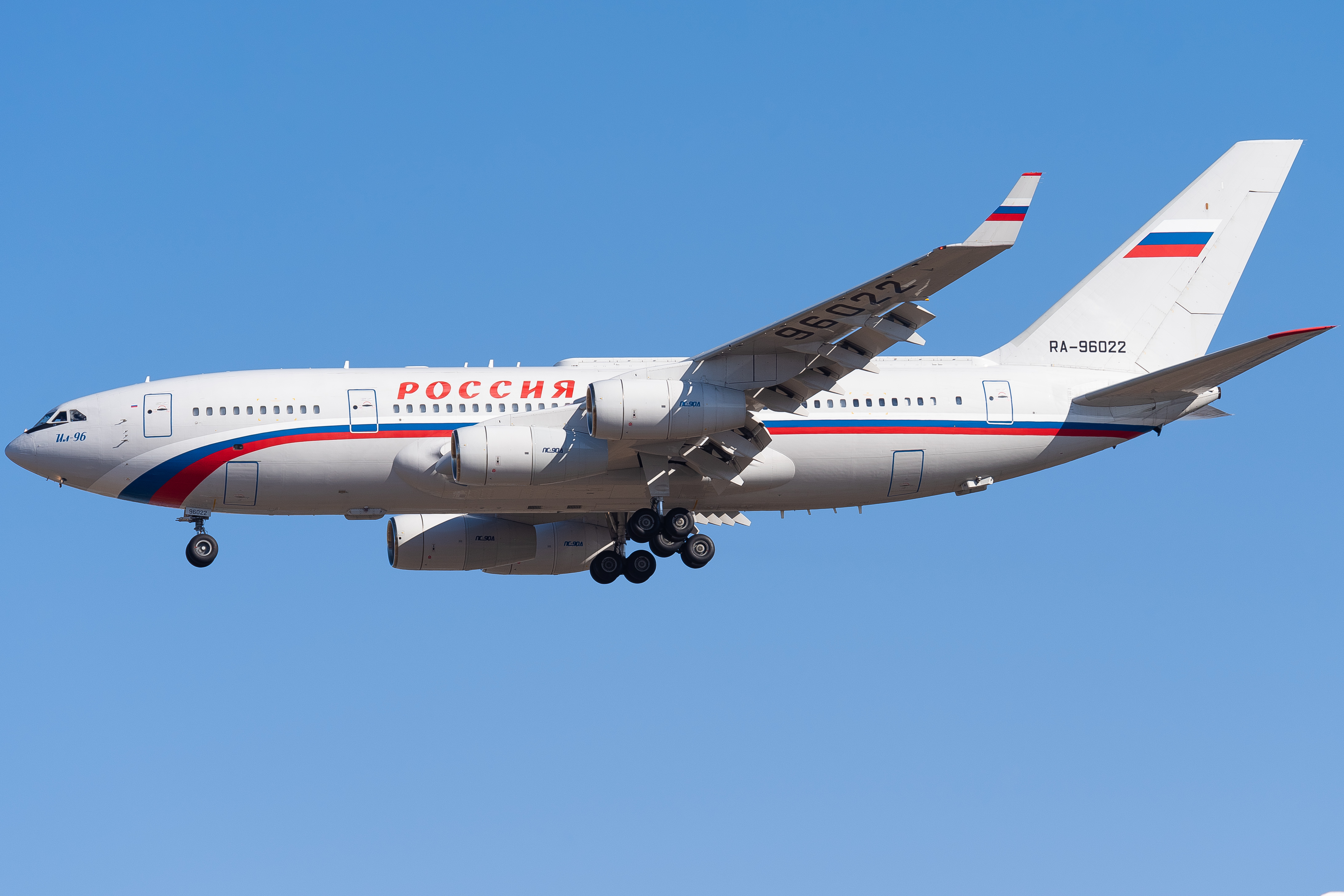
ロシア政府のIl-96-300PU

背部に通信用のフェアリングを追加するなどの改修をしたロシア大統領専用機。PUは(пункт управления:コントロールポイント)を表す。4機製造。最新型のRA-96022では、胴体の前部と後部にそれぞれL370-2紫外線警告センサーとL140 Otklikレーザー警報装置、LSZ100-1 DIRCMジャマーから構成されるLSZ101(LSZはЛазерная Система Защиты:レーザー防御システムの略)システムを搭載している。これはヘリなどの防御用として配備が行われているL370 ビテブスクシステムの発展型である。

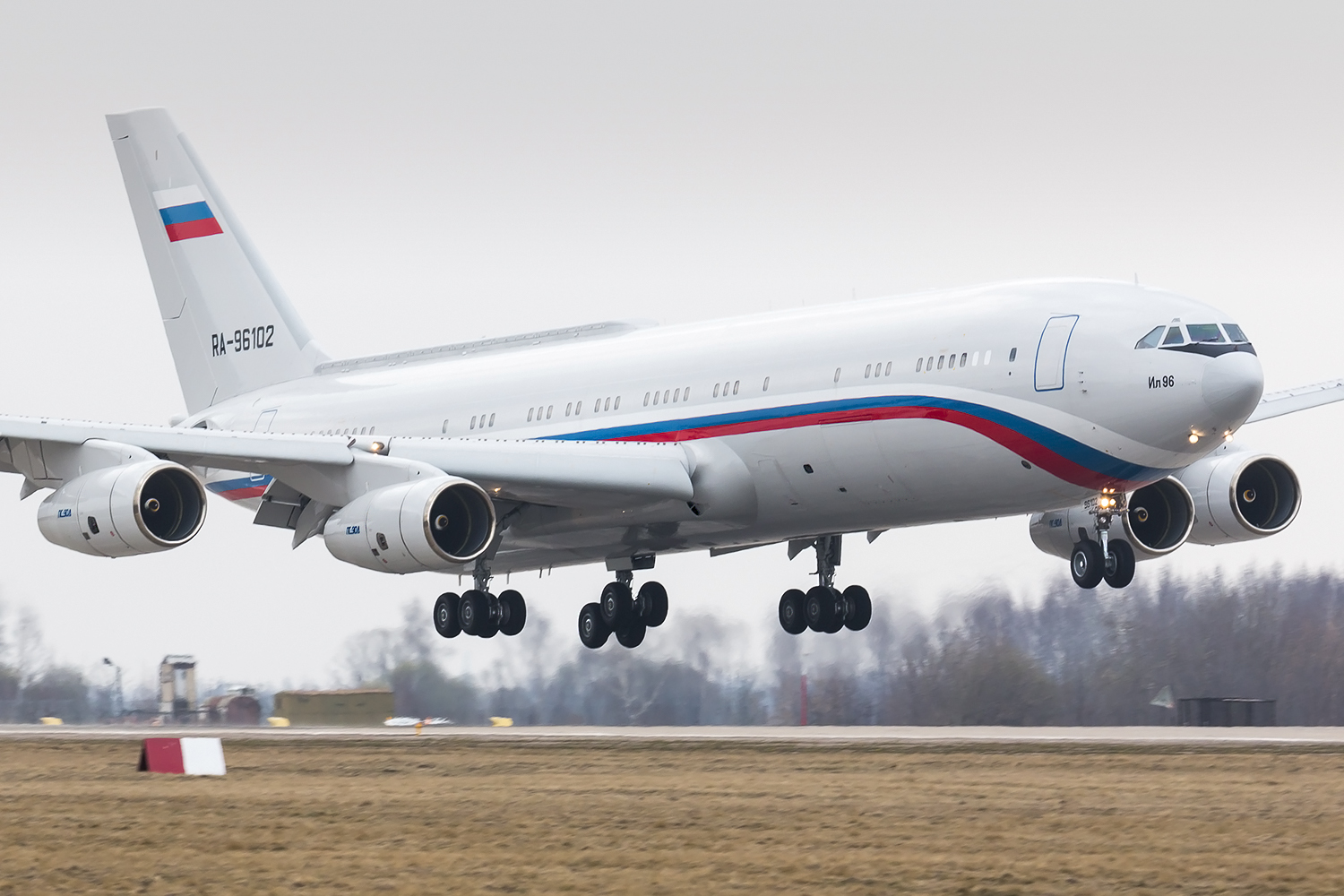
Il-96-400VVIP
国防大臣の輸送用。イリューシンファイナンスがポレット航空にリースしていた1機（RA-96102）をベースとしている。背部に通信用のフェアリングを設けている。

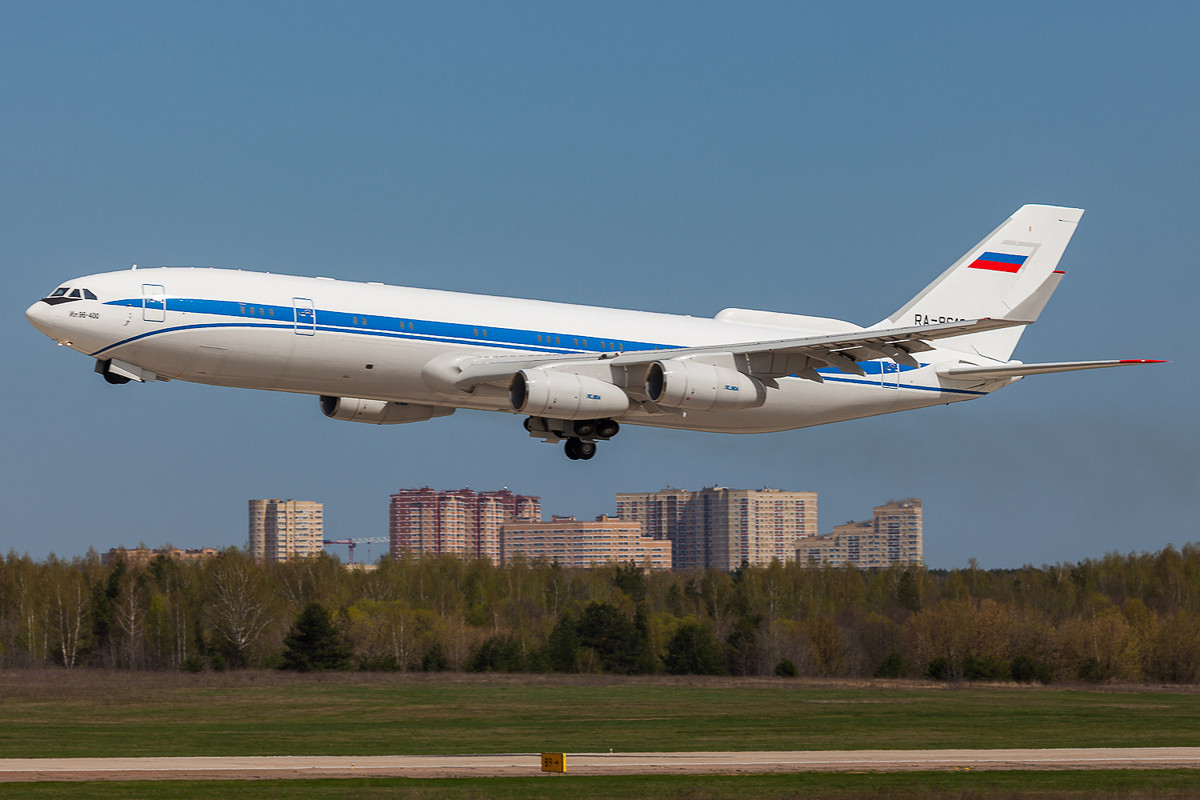
Il-96-400VPU
FSB向けの空中指揮（コマンドポスト）機。イリューシンファイナンスがポレット航空にリースしていた1機（RA-96104）を財政上の問題から差し押さえて改造し、2014年11月に飛行した。窓を廃止して、背部に通信用のフェアリングを設けている。
Il-96VKP Zveno-3S
空中指揮機（コマンドポスト）機。2015年に計画を開始して、2016年には設計を完了、2017年に最初の機体を構築する予定。
Il-96-400TZ
空中給油型。試作機のみ。型式のZはロシア語でタンカーを意味するZapravshik（Заправшик）の頭文字である。下部貨物室に燃料タンクを装備し、給油装置にはIl-78M-90Aと同じUPAZ-1Mが採用される。3,500km以上離れた地点で65トン、7,300km以上離れた地点で35トンの燃料を給油することができる。当初は純粋な給油機であり、上段の貨物室内に燃料タンクを設置しオプションとして下部貨物室に燃料タンクを設置して人員や物資などを輸送を可能にする貨物機とのコンバーチブルとする計画であった。しかし新規顧客からの要求に関連して要求仕様に変更が加えられ必要に応じて短時間で簡単に貨物機に変換出来ることが求められたことから当初オプション仕様であった仕様が標準となった。これに伴い航空機の再構成が実施された。国防省では2015年に発注した機体が試験に合格すれば追加で30機を購入する予定であった。インドが興味を示しているとの報道も行われていた。
同様の給油機としてはIl-78M-90が開発されているが、Il-96-400TZが多くの燃料を搭載し長距離を飛行できる一方舗装された長い滑走路を持つ飛行場でしか運用できないのに対し、Il-78M-90は給油できる燃料こそ少ないものの未舗装の飛行場で運用ができ、これらの点で使い分けがされる見込みであった。

## 運用

### 民間

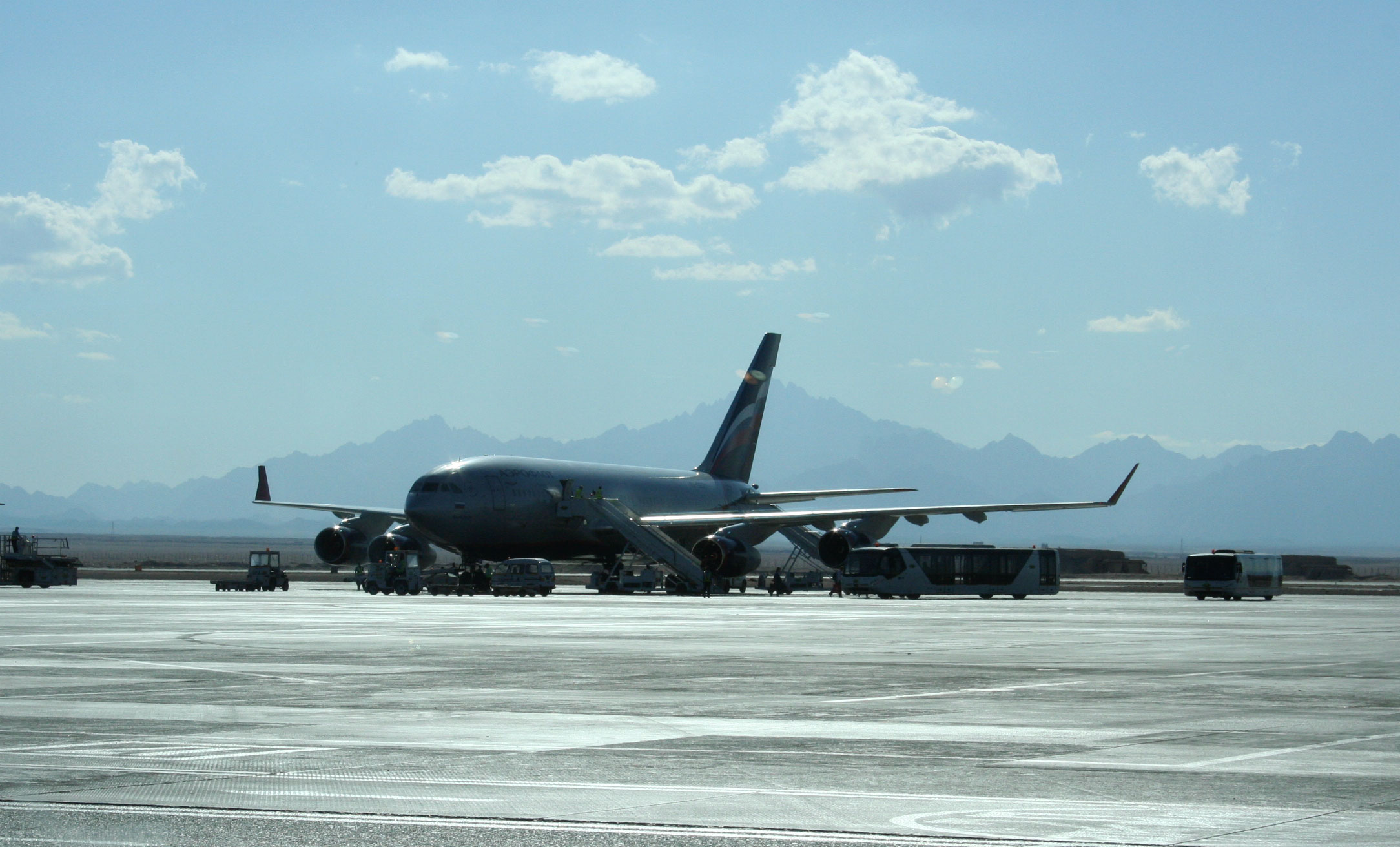
エジプトのフルガダ国際空港でアエロフロートによって運用されるIl-96

全運用会社(2017年1月更新):
| 航空会社           | 形式       | 運航中 | 発注中 | 待機 |
| ------------------ | ---------- | ------ | ------ | ---- |
| アエロフロート     | Il-96-300  | -      | -      | 5    |
| イリューシン       | Il-96-300  | -      | -      | 1    |
| ドモジェドヴォ航空 | Il-96-300  | -      | -      | 3    |
| クバーナ航空       | Il-96-300  | 4      | -      | -    |
| VASO               | Il-96-400T | -      | -      | 1    |
| 合計               |            | 4      | 0      | 10   |

### 軍用
ロシア政府管轄下の特殊飛行集団ロシアが大統領専用機のIl-96-300PU/PU(M1)を5機（そのほか6機）保有するほか、コマンドポスト機としてIl-96VKPを調達予定。またFSBもコマンドポスト機としてIl-96-400VPUを保有する。ロシア国防省はIl-96-400VVIPを1機保有する。またロシア空軍向けの空中給油機として、ロシア国防省は2015年に2機を発注した。この2機のベースはイリューシンファイナンスからポレット航空にリースされていた2機（RA-96101、RA-96103）である。

## 年度別の生産
出典
| 年度     | 1988 | 1989 | 1990 | 1991 | 1992 | 1993 | 1994 | 1995 | 1996 | 1997 | 1998 | 1999 | 2000 | 2001 | 2002 |
| -------- | ---- | ---- | ---- | ---- | ---- | ---- | ---- | ---- | ---- | ---- | ---- | ---- | ---- | ---- | ---- |
| 生産機数 | 1    | 1    | 2    | 0    | 2    | 1    | 3    | 2    | 0    | 1    | 0    | 1    | 0    | 0    | 0    |
| 年度     | 2003 | 2004 | 2005 | 2006 | 2007 | 2008 | 2009 | 2010 | 2011 | 2012 | 2013 | 2014 | 2015 | 2016 |      |
| 生産機数 | 1    | 2    | 1    | 2    | 2    | 0    | 2    | 0    | 1    | 1    | 1    | 0    | 1    | 1    |      |

## 事故

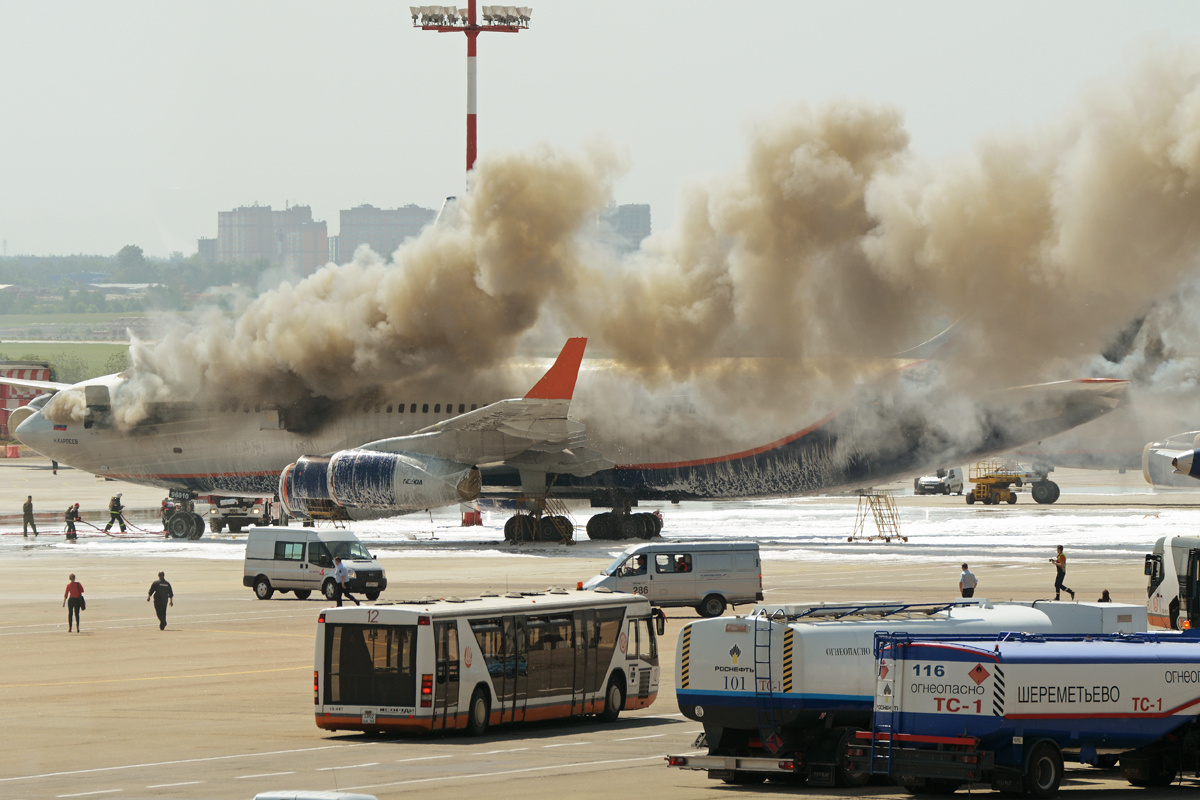
炎上するRA-96010

- 2010年1月時点において死亡事故に至る事故は起きていない。フィンランドのトゥルク空港でプーチン大統領の搭乗した機体が小規模な事故を起こしたため、ロシア民間航空局は全てのIl-96-300を2005年8月22日から10月3日まで制動装置を検査するために飛行を禁止した。
- 2014年6月3日、モスクワのシェレメチェボ空港に駐機していたアエロフロート航空のIl-96-300（RA-96010）がコックピット付近から出火し、キャビン部分を中心に炎上した。当該機は2014年4月に運用を停止して保管状態にあったもので、負傷者はいなかった[29]。

## 仕様
| 項目                   | Il-96-300 | Il-96M | Il-96T | Il-96-400 |
| ---------------------- | --- | --- | --- | --- |
| 全長                   | 55.3 m (181 ft 7 in) | 64.7 m (212 ft 3 in) | 63.939 m (209 ft 9.28 in) | 63.939 m (209 ft 9.28 in) |
| 全幅                   | 60.11 m (197 ft 3 in) | 60.11 m (197 ft 3 in) | 60.11 m (197 ft 3 in) | 60.11 m (197 ft 3 in) |
| 翼面積                 | 350 m² (3767.9 ft²) | 350 m² (3767.9 ft²) | 350 m² (3767.9 ft²) | 350 m² (3767.9 ft²) |
| 後退角                 | 30° | 30° | 30° | 30° |
| フラップ/スラット      | I - 2°/3° (275 KIAS), II - 3°/25° (264 KIAS), III - 10°/25° (243 KIAS), 離陸時 IV - 25°/25° (210 KIAS),着陸時 V - 40°/25° (189 KIAS) | I - 2°/3° (275 KIAS), II - 3°/25° (264 KIAS), III - 10°/25° (243 KIAS), 離陸時 IV - 25°/25° (210 KIAS),着陸時 V - 40°/25° (189 KIAS) | I - 2°/3° (275 KIAS), II - 3°/25° (264 KIAS), III - 10°/25° (243 KIAS), 離陸時 IV - 25°/25° (210 KIAS),着陸時 V - 40°/25° (189 KIAS) | I - 2°/3° (275 KIAS), II - 3°/25° (264 KIAS), III - 10°/25° (243 KIAS), 離陸時 IV - 25°/25° (210 KIAS),着陸時 V - 40°/25° (189 KIAS) |
| 胴体直径               | 6.08 m (19.94 ft) | 6.08 m (19.94 ft) | 6.08 m (19.94 ft) | 6.08 m (19.94 ft) |
| 全高                   | 17.5 m (57 ft 7 in) | 17.5 m (57 ft 7 in) | 17.5 m (57 ft 7 in) | 17.5 m (57 ft 7 in) |
| 非積載時重量           | 120,400 kg (265,198 lb) | 132,400 kg (291,630 lb) | 116,400 kg (256,387 lb) | 122,300 kg (269,383 lb) |
| 燃料費積載時最大重量   | 180,000 kg (403,000 lb) | | 208,400 kg (459,030 lb) | |
| 最大着陸重量           | 183,000 kg (403,083 lb) | 220,000 kg (484,581 lb) | 220,000 kg (484,581 lb) | 220,000 kg (484,581 lb) |
| 最大離陸重量           | 250,000 kg (551,000 lb) | 270,000 kg (595,000 lb) | 270,000 kg (594,713 lb) | 265,000 kg (583,700 lb) |
| 最大積載量             | 40,000 kg (88,105 lb) | 58,000 kg (127,753 lb) | 92,000 kg (202,643 lb) | 58,000 kg (127,753 lb) |
| MTOWでの離陸滑走距離   | 2,340 m (7,677 ft) | 3,000 m (9,843 ft) | 2,700 m (8,858 ft) | 2,700 m (8,858 ft) |
| 着陸滑走距離           | 860 m (2,821 ft) | 1,800 m (5,906 ft) | 1,650 m (5,511 ft) | 1,650 m (5,511 ft) |
| 巡航速度               | マッハ0.78 から 0.84 または 850から870 km/h TAS (459から469 KTAS)                                                                    | マッハ0.78 から 0.84 または 850から870 km/h TAS (459から469 KTAS)                                                                    | マッハ0.78 から 0.84 または 850から870 km/h TAS (459から469 KTAS)                                                                    | マッハ0.78 から 0.84 または 850から870 km/h TAS (459から469 KTAS)                                                                    |
| 最大速度 (Vmo)         | マッハ 0.84 または 900 km/h IAS (485 KIAS)                                                                                           | マッハ 0.84 または 900 km/h IAS (485 KIAS)                                                                                           | マッハ 0.84 または 900 km/h IAS (485 KIAS)                                                                                           | マッハ 0.84 または 900 km/h IAS (485 KIAS)                                                                                           |
| 実用上昇限度           | 13,100 m (43,000 Ft) | 13,100 m (43,000 Ft) | 13,100 m (43,000 Ft) | 13,100 m (43,000 Ft) |
| 巡航高度               | 9,000から12,000 m (29,527から39,370 Ft)                                                                                              | 9,000から12,000 m (29,527から39,370 Ft)                                                                                              | 9,000から12,000 m (29,527から39,370 Ft)                                                                                              | 9,000から12,000 m (29,527から39,370 Ft)                                                                                              |
| 最大積載時航続距離     | 11,500 km (6,209 nmi) | 12,800 km (6,907 nmi) | 5,000 km (2,699 nmi) | 13,000 km (7,015σ nmi) |
| 最大燃料積載時航続距離 | 13,500 km (7,289 nmi) | 15,000 km (8,100 nmi) | 12,000 km (6,479 nmi) | 15,000 km (8,100 nmi) |
| 最大燃料積載量         | 152,620 l (40,322 US gal) | 152,620 l (40,322 US gal) | 152,620 l (40,322 US gal) | 152,620 l (40,322 US gal) |
| エンジン (x4)          | アヴィアドヴィガーテリ PS-90A | プラット・アンド・ホイットニー PW2000                                                                                                | プラット・アンド・ホイットニー PW2337 または アヴィアドヴィガーテリ PS-90A1                                                          | アヴィアドヴィガーテリ PS-90A1 |
| 推力 (x4)              | PS-90A: 16,000 kg (35,242 lb) N2:10,425 RPM                                                                                          | 17,030 kg (37,511 lb) N2:12,360 RPM                                                                                                  | PW2337: 17,030 kg (37,511 lb) N2:12,360 RPM                                                                                          | PS-90A1: 17,400 kg (38,326 lb) |
| 乾燥重量 (x4)          | 2,950 kg (6,497 lb) | 3,314 kg (7,300 lb) | PW2337: 3,314 kg (7,300 lb) | 2,950 kg (6,497 lb) |
| 操縦士                 | 3名 | 2名 | 2名 | 2名 (オプション 3名) |
| 3-クラスでの座席数     | 237 | 307 | | 315 |
| 2-クラスでの座席数     | 263 | 340 | | 386 |
| 1-クラスでの座席数     | 300 | 420 | | 436 |
| 貨物積載量             | F.H.1: 9,000 kg (前部) F.H.2: 15,000 kg (後部) F.H.3: 1,000 kg (後部) 6 LD3 (前部) 10 LD3 (後部)                                     | | 580m³ メインデッキ 114m³ 前方下部デッキ 82m³ 後方下部デッキ 18 LD3 (前部) 14 LD3 (後部)                                              | 114m³ 前方下部デッキ 82m³ 後方下部デッキ 18 LD3 (前部) 14 LD3 (後部)                                                                 |

データはイリューシン航空複合体, FAA 滞空証明文書 A54NM と Il-96-300 パイロットマニュアル

### アビオニクス

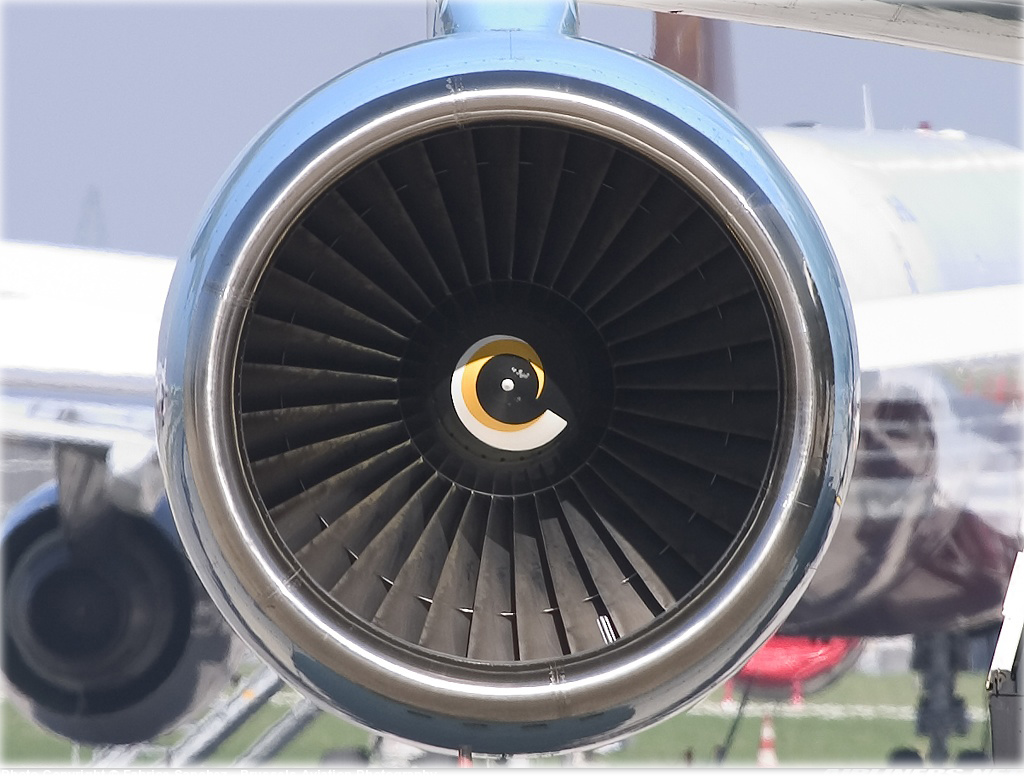
PS-90A エンジン

機体には国際民間航空機関(ICAO)と欧州航空航法安全機構(Eurocontrol)の基準に適合したシステムが搭載される。:
- 通信と航法装置であるKPRTS-95M-1統合制御パネルと飛行管理装置であるVSS-95-1V
- 改良されたSEI-85M電子表示システムとKISS-1-2МA(改訂 6)と液晶表示装置
- 慣性航法装置NSI-2000MT または BINS-85
- 地形の起伏情報を持つ地上近似装置 EGPWS または SRPBZ (または MARK V)
- 空中追突回避システム CAS-81A (または SPS-2000)
- システム BRIK-324
- 国内乗務員選択無線呼び出し装置 (セルコール) – АSV-324
- 気象レーダー ブラン-А, または ウィンドシア警報のないMN RLS – (またはウィンドシア警報と乱流の検出の機能を持つ RDR-4B)
- MV-長距離無線局 «Orlan-85STD» VDL Mode 2で整備
- 乗員衛星通信システムAero Mini M または Aero I (電話とデータを ATC と航空会社とやりとり)
- 半導体式音声情報登録機(ボイスレコーダー) RZBN-1, 2時間分の飛行情報の記録保全と乗組員の交渉の記録と客室内での音の状況（4チャンネル）を確保
- 半導体式運用情報保存システム(フライトレコーダー) MSRP-A-02